# Мрежа от лъжи (сериал)
 Тази статия е за турския сериал от 2020 г.  За американския филм от 2008 г. вижте Мрежа от лъжи.  
„Мрежа от лъжи“ (на турски: Sadakatsız, букв. превод: „Неверен“) e турски психологически трилър, излъчен премиерно през 2020 г. Той е адаптация на британския сериал „Доктор Фостър“.

## Сюжет

### Сезон 1
Асия (Джансу Дере) остава сираче от малка, но амбицията и целеустремеността ѝ я превръщат в успешен и уважаван лекар. Въпреки че наследява богатството на покойните си родители, тя никога не е имала семейство, което да нарече свое, и винаги се е справяла сама. Животът ѝ протича в пълна самота… до мига, в който не среща Волкан (Джанер Джиндорук). Двамата се влюбват от пръв поглед и бързо решават да се оженят. Семейството на Волкан става семейство и на Асия, приятелите също. Влюбените изграждат щастлив брак в родния си град Текирдаг и отглеждат сина си Али в спокойна и уютна обстановка, за каквото лекарката винаги е мечтала.
С течение на времето Асия получава световно признание за практиката си, а строителният бизнес на Волкан процъфтява. Всичко изглежда перфектно, докато един ден Асия не намира косъм от руса коса върху шала на Волкан. Тя установява, че от две години мъжът ѝ има връзка с 20-годишната Дерин (Мелис Сезен), дъщеря на бившия кмет на града Халюк Гючлю и жестоката, безмилостната и коварна Гьонюл, винаги вършеща злини. Още по-лошото е, че всички около нея, като най-добрата ѝ приятелка Бахар, друга нейна приятелка и колежка Дерия,  са знаели за авантюрата, но не са ѝ казали.
За миг перфектният живот на Асия се превръща в истински кошмар. Тя разбира още, че бизнесът на неверния ѝ съпруг е „погълнал“ състоянието й и е затънала в дългове, като е профукал всичките пари за образованието на сина им - Али.. Волкан, от своя страна, е раздвоен – обича и съпругата, и любовницата си, и няма намерение да се откаже и от двете. Асия осъзнава, че е живяла в мрежа от лъжи, но отказва да бъде жертва и решава да отмъсти на неверния си съпруг. Вендетата обаче далеч няма да бъде поднесена по тривиален начин и обещава да изненада зрителите още в първите минути на пилотния епизод, когато Асия открито ще заяви на Волкан, че знае всичко, при това в присъствието на Дерин и родителите ѝ. 
По-нататък Дерин и Волкан заминават за САЩ, където им се ражда дъщеричка, Зейнеп. Когато обаче се връщат се разбира, че нещата между тях не вървят и Волкан иска да се разведат, за да се върне при Асия. Дерин обаче отказва, понеже все още е влюбена във Волкан и опитва всевъзможни начини да го задържи като изсценирва отвличането си и се преструва се на бременна. 
Сезонът завършва като полудялата от ревност  Дерин иска да убие себе си и Асия като кара колата си до пропаст и двете падат надолу. Волкан разбира и се опитва да помогне, но отивайки до пропастта, разбира, че е късно и крещи, че обича Асия.

### Сезон 2
Сезонът започва с 6 месеца времеви интервал. Асия и Дерин са оживели след инцидента. Лекарката и Али са заживели в Истанбул, а Дерин се преструва, че не може да ходи,  за да задържи Волкан, който обещава да бъде с нея докато се възстанови. Той обаче разбира и я напуска, като се опитва да продаде всичко и да отиде да живее в Истанбул, за да е близо до Асия. 
Бахар се жени за вуйчото на Дерин, Мелих. По пътя за сватбата, Асия помага на катастрофирал човек. Той получава амнезия след катастрофата, но се влюбва в лекарката си Асия. По-нататък.двамата се събират и се връщат отново в Текирдаг. Мъжът си спомня всичко и разбира, че се казва Арас Атешоглу, женен е и е световно известен програмист, живеещ в Лондон, но израснал в Текирдаг. Али и Волкан са против връзката на Асия и Арас и правят всичко възможно за да ги разделят, като Волкан дори се съюзява със съпругата на Арас, Лейля. Техните планове обаче пропадат и след като Лейля и Арас се развеждат, Арас и любимата му Асия се сгодяват. Али се отрича от майка си като напуска дома ѝ и заживява с Волкан.
Дерин отказва да  даде развод на Волкан, като казва, че все още се обичат и няма да се откаже от брака си. Волкан обаче е готов на всичко, за да се разведе най-сетне с Дерин и иска да получи попечителството над Зейнеп. 
Бахар забременява, но разбира, че е болна от коварна болест, и ако не направи аборт, може и да умре. Тя обаче решава да задържи бебето. За нея обаче стресът е твърде опасен и тя, заедно със съпруга си Мелих решават да заживеят в чужбина.
Арас е останал сираче от малък, след като е избухнал  пожар в къщата и родителите му са умрели.Той проучва задълбочено и разбира, че Халюк има пръст в пожара и въпреки че  е спасил Арас, е оставил баща му да умре, за да построи на мястото на къщата му жилищен комплекс. Волкан дочува разговор между Арас и дясната му ръка, Кадир, в който Кадир казва, че майката на програмиста може и да не е умряла при пожара и решава, че ако я открие преди Арас, това ще е добър коз срещу него. Човек на Волкан проследява Халюк, когато той отива при майката на Арас. Той разбира, че Халюк е крил от нея, че синът ѝ Арас е жив. Арас се събира с майка си след 35 години. Той е бесен и отива при Халюк, за да му потърси сметка за стореното. Асия се опитва да го спре, но безуспешно. Тя отива с него и го изчаква при секретарката. След като тя и Арас си тръгват, Халюк получава инфаркт и умира. Гюнюл е бясна, след като разбира, че Асия и Арас последни са били при покойния ѝ съпруг, тя ги обвинява, че са го убили и се заклева жестоко да им отмъсти.
Гюнюл се съюзява с Волкан и той застава начело на фирмата на Халюк, както и наследява цялото му богатство. Условието  обаче е той да се събере отново с Дерин, която все още е влюбена до уши в него. Гюнюл изпраща на Асия пациентка с подправени изследвания. Така лекарката ѝ предписва грешно лечение. Пациентката умира, а срещу Асия е подадена жалба.
Арас предлага на Асия да заживеят заедно в Англия. Тя се съгласява, а Али остава да живее с баща си, Дерин и Гюнюл. На летището обаче Асия е задържана от полицията, заради жалбата. 
Арас разваля годежа и  заживява нов живот заедно с майка си в Англия.

## Излъчване в Турция
| Сезон | Сезон | Епизоди | Начало на сезона  | Край на сезона | Всички епизоди | ТВ сезон    | ТВ канал | Дата и час    |
| ----- | ----- | ------- | ----------------- | -------------- | -------------- | ----------- | -------- | ------------- |
|       | 1     | 31      | 7 октомври 2020   | 2 юни 2021     | 1 – 31         | 2020 – 2021 | Kanal D  | сряда (20:00) |
|       | 2     | 29      | 29 септември 2021 | 25 май 2022    | 32 – 60        | 2021 – 2022 | Kanal D  | сряда (20:00) |

## Излъчване в България
| Сезон | Сезон | Епизоди | Начало на сезона  | Край на сезона    | Всички епизоди | ТВ сезон | ТВ канал       | Дата и час           |
| ----- | ----- | ------- | ----------------- | ----------------- | -------------- | -------- | -------------- | -------------------- |
|       | 1     | 78      | 30 януари 2023 г. | 17 май 2023 г.    | 1 – 78         | 2023 г.  | bTV / bTV Lady | всеки делник (21:00) |
|       | 2     | 71      | 18 май 2023 г.    | 24 август 2023 г. | 79 – 149       | 2023 г.  | bTV Lady       | всеки делник (21:00) |

## Актьорски състав
- Джансу Дере – Асия Йълмаз-Арслан
- Джанер Джиндорук – Волкан Арслан
- Мелис Сезен – Дерин Гючлю-Арслан
- Беркай Атеш – Арас Атешоглу
- Йозге Йоздер – Дерия Саманлъ
- Гьозде Седа Алтунер – Гъонюл Ергинер-Гючлю
- Назлъ Булум – Нил Тетик-Гючлю
- Таро Емир Текин – Селчук Гючлю
- Алп Акар – Али Арслан
- Мелтем Байток – Джавидан
- Зерин Нисанджъ – Невин
- Доан Саръкая – Демир Гючлю
- Сюмейе Ейдоган – Джерен
- Ярен Вера Селма – Зейнеп Арслан
- Джерен Чичек – Ипек Екинджи
- Йелиз Куванджъ – Бахар Гелик-Ергинер
- Бурак Серген – Халюк Гючлю
- Али Ил – Мелих Ергинер
- Шафак Башкая – Кадир Гюнеш
- Аслъ Орчан – Лейля Атешоглу
- Джемал Хюнал – Синан Ташкъран
- Кенан Едже – Тургай Ендерджанер
- Бену Йълдъръмлар – Асия Гюналан
- Мелиса Дьонгел – Хиджран Даачъ
- Ерен Вурдем – Мерт Гелик
- Айдан Таш – Диидем Акташ
- Дора Дългъч – Селен Йълдъз

## В България
В България сериалът започва на 30 януари 2023 г. по bTV. От 20 февруари продължава излъчването си вече по bTV Lady и завършва на 24 август. На 20 ноември започва повторно излъчване по bTV директно от 16 епизод и завършва на 23 януари 2024 г. На 19 юли тръгва повторение на втори сезон по bTV Story, което завършва на 25 октомври. На 15 януари 2025 г. започва ново повторение от първи сезон по bTV Story. Дублажът е на студио Медиа Линк (в първи сезон) и студио VMS (във втори). В първи сезон ролите се озвучават от Гергана Стоянова, Росица Александрова, Лина Златева, Светломир Радев и Петър Бонев, а във втори от Светлана Смолева, Ивет Лазарова, Василка Сугарева, Станислав Димитров и Момчил Степанов.